# Coxicerberus mexicanus
Coxicerberus mexicanus är en kräftdjursart som först beskrevs av Pennak 1958.  Coxicerberus mexicanus ingår i släktet Coxicerberus och familjen Microcerberidae. Inga underarter finns listade i Catalogue of Life.